# 3. deild Wysp Owczych (1998)
W roku 1998 odbyła się 22. edycja 3. deild Wysp Owczych – trzeciej ligi piłki nożnej Wysp Owczych. W rozgrywkach brało udział 10 klubów z całego archipelagu. Klub z pierwszego miejsca awansował do 2. deild. W sezonie 1998 był to: Skála ÍF, drugi zaś musiał rozegrać baraż o awans do ligi wyższej. B68 II Toftir przegrał dwumecz z EB/Streymur i pozostał w 3. deild. Klub z ostatniego miejsca spadał do 4. deild, a w roku 1998 był to KÍ III Klaksvík. Przedostatni klub uzyskiwał prawo do gry w barażach.

## Uczestnicy
| Uczestnicy 3. deild Wysp Owczych 1997                                                                         | Uczestnicy 3. deild Wysp Owczych 1997 | Uczestnicy 3. deild Wysp Owczych 1997 | Uczestnicy 3. deild Wysp Owczych 1997 |
| --- | ------------------------------------- | ------------------------------------- | ------------------------------------- |
| VB II | VB II Vágur                           | 3                                     |                                       |
| SKÁ | Skála ÍF                              | 5                                     |                                       |
| ÍF II | ÍF II Fuglafjørður                    | 6                                     |                                       |
| HBIII | HB III Tórshavn                       | 7                                     |                                       |
| KÍ III | KÍ III Klaksvík                       | 8                                     |                                       |
| B71II | B71 II Sandoy                         | 9                                     |                                       |
| Spadek z 2. deild Wysp Owczych 1997                                                                           |                                       |                                       |                                       |
| B68 II | B68 II Toftir                         | 9                                     |                                       |
| FSVII | FS II Vágar                           | 10                                    |                                       |
| Awans z 4. deild Wysp Owczych 1997                                                                            |                                       |                                       |                                       |
| GÍIII | GÍ III Gøta                           |                                       |                                       |
| B36III | B36 III Tórshavn                      |                                       |                                       |
| Oznaczenia: - kolumna pierwsza – skróty nazw drużyn, - kolumna trzecia – miejsce zajęte w poprzednim sezonie. |                                       |                                       |                                       |

## Tabela ligowa
| Lp. | Drużyna              | M  | Z  | R | P  | Bramki | Bramki | Różn. | Pkt | Uwagi              |
| --- | -------------------- | -- | -- | - | -- | ------ | ------ | ----- | --- | ------------------ |
| 1   | Skála ÍF (M) (A)     | 18 | 16 | 0 | 2  | 75     | 25     | +50   | 48  | Awans do 2. deild  |
| 2   | GÍ III Gøta          | 18 | 10 | 2 | 6  | 65     | 49     | +16   | 32  |                    |
| 3   | B68 II Toftir        | 18 | 8  | 4 | 6  | 46     | 37     | +9    | 28  | Baraże o 2. deild  |
| 4   | ÍF II Fuglafjørður   | 18 | 8  | 3 | 7  | 49     | 43     | +6    | 27  |                    |
| 5   | VB II Vágur          | 18 | 8  | 3 | 7  | 39     | 35     | +4    | 27  |                    |
| 6   | B36 III Tórshavn (S) | 18 | 7  | 4 | 7  | 50     | 50     | 0     | 25  | Spadek do 4. deild |
| 7   | FS II Vágar          | 18 | 7  | 4 | 7  | 50     | 53     | −3    | 25  |                    |
| 8   | B71 II Sandoy        | 18 | 5  | 4 | 9  | 29     | 45     | −16   | 19  |                    |
| 9   | HB III Tórshavn      | 18 | 4  | 2 | 12 | 58     | 67     | −9    | 14  |                    |
| 10  | KÍ III Klaksvík      | 18 | 3  | 2 | 13 | 39     | 96     | −57   | 11  |                    |

GÍ III Gøta nie mógł awansować do 2. deild, gdyż grał tam już GÍ II Gøta, dlatego do baraży dopuszczono trzecią drużynę - B68 II Toftir. B36 II Tórshavn spadł do niższej ligi w sezonie 1998, dlatego to samo spotkało również B36 III Tórshavn.